# آرتورو فاریاس
آرتورو فاریاس (اسپانیایی: Arturo Farías‎؛ ۱ سپتامبر ۱۹۲۷ – ۱۹ اکتبر ۱۹۹۲) بازیکن فوتبال اهل شیلی بود.

## باشگاهی
از باشگاه‌هایی که در آن بازی کرده‌است می‌توان به باشگاه فوتبال کولو-کولو اشاره کرد. وی همچنین در تیم ملی فوتبال شیلی بازی کرده‌است.